# Participantes da Volta a Espanha de 2014
A Volta a Espanha de 2014 contou com a participação de 198 ciclistas em 22 equipas de 9 a cada um ao início da corrida. A Espanha com 28 ciclistas, foi o país mais representado, seguido da França com 27 e Itália com 26.
Produziram-se 39 abandonos e chegaram ao final 159 ciclistas.
A seguinte tabela mostra a lista dos participantes, a sua posição final e em caso de abandono, a etapa na qual o corredor deixou de participar (ver a legenda):
| Lampre-Merida LAM | Lampre-Merida LAM   | Lampre-Merida LAM |
| ----------------- | ------------------- | ----------------- |
| Dorsal            | Ciclista            | Posição           |
| 1                 | Valerio Conti       | 112º              |
| 2                 | Winner Anacona      | 27º               |
| 3                 | Damiano Cunego      | 76º               |
| 4                 | Elia Favilli        | 109º              |
| 5                 | Roberto Ferrari     | 145º              |
| 6                 | Przemyslaw Niemiec  | 26º               |
| 7                 | Filippo Pozzato     | NP-20             |
| 8                 | Maximiliano Richeze | 138º              |
| 9                 | José Serpa          | 93º               |

| Ag2r La Mondiale ALM | Ag2r La Mondiale ALM | Ag2r La Mondiale ALM |
| -------------------- | -------------------- | -------------------- |
| Dorsal               | Ciclista             | Posição              |
| 11                   | Hubert Dupont        | 54º                  |
| 12                   | Carlos Betancur      | 158º                 |
| 13                   | Maxime Bouet         | AB-11                |
| 14                   | Damien Gaudin        | 132º                 |
| 15                   | Patrick Gretsch      | 126º                 |
| 16                   | Yauheni Hutarovich   | 134º                 |
| 17                   | Lloyd Mondory        | AB-15                |
| 18                   | Rinaldo Nocentini    | 96º                  |
| 19                   | Sébastien Turgot     | 154º                 |

| Astana Pro Team AST | Astana Pro Team AST | Astana Pro Team AST |
| ------------------- | ------------------- | ------------------- |
| Dorsal              | Ciclista            | Posição             |
| 21                  | Fabio Aru           | 5º                  |
| 22                  | Daniil Fominykh     | AB-20               |
| 23                  | Andrea Guardini     | 159º                |
| 24                  | Jacopo Guarnieri    | 150º                |
| 25                  | Tanel Kangert       | NP-17               |
| 26                  | Mikel Landa         | 28º                 |
| 27                  | Alexey Lutsenko     | 100º                |
| 28                  | Paolo Tiralongo     | 33º                 |
| 29                  | Andrey Zeits        | 50º                 |

| Belkin-Pro Cycling Team BEL | Belkin-Pro Cycling Team BEL | Belkin-Pro Cycling Team BEL |
| --------------------------- | --------------------------- | --------------------------- |
| Dorsal                      | Ciclista                    | Posição                     |
| 31                          | Wilco Kelderman             | 14º                         |
| 32                          | Stef Clement                | 69º                         |
| 33                          | Laurens ten Dam             | 44º                         |
| 34                          | Robert Gesink               | NP-18                       |
| 35                          | Moreno Hofland              | AB-9                        |
| 36                          | Paul Martens                | 58º                         |
| 37                          | Martijn Keizer              | 80º                         |
| 38                          | Maarten Tjallingii          | 137º                        |
| 39                          | Robert Wagner               | 151º                        |

| BMC Racing Team BMC | BMC Racing Team BMC | BMC Racing Team BMC |
| ------------------- | ------------------- | ------------------- |
| Dorsal              | Ciclista            | Posição             |
| 41                  | Samuel Sánchez      | 6º                  |
| 42                  | Rohan Dennis        | 84º                 |
| 43                  | Cadel Evans         | 52º                 |
| 44                  | Philippe Gilbert    | 45º                 |
| 45                  | Steve Morabito      | AB-11               |
| 46                  | Dominik Nerz        | 18º                 |
| 47                  | Manuel Quinziato    | 68º                 |
| 48                  | Larry Warbasse      | 74º                 |
| 49                  | Danilo Wyss         | 36º                 |

| Caja Rural-Seguros RGA CJR | Caja Rural-Seguros RGA CJR | Caja Rural-Seguros RGA CJR |
| -------------------------- | -------------------------- | -------------------------- |
| Dorsal                     | Ciclista                   | Posição                    |
| 51                         | Luis León Sánchez          | 56º                        |
| 52                         | Javier Aramendia           | 98º                        |
| 53                         | David Arroyo               | 20º                        |
| 54                         | Pello Bilbao               | 60º                        |
| 55                         | Karol Domagalski           | 124º                       |
| 56                         | Francesco Lasca            | 156º                       |
| 57                         | Lluis Mas                  | 121º                       |
| 58                         | Antonio Piedra             | 99º                        |
| 59                         | Amets Txurruka             | 48º                        |

| Cannondale CAN | Cannondale CAN       | Cannondale CAN |
| -------------- | -------------------- | -------------- |
| Dorsal         | Ciclista             | Posição        |
| 61             | Peter Sagan          | AB-14          |
| 62             | George Bennett       | 89º            |
| 63             | Maciej Bodnar        | 122º           |
| 64             | Guillaume Boivin     | 149º           |
| 65             | Damiano Caruso       | 9º             |
| 66             | Alessandro De Marchi | 67º            |
| 67             | Oscar Gatto          | AB-16          |
| 68             | Matthias Krizek      | 125º           |
| 69             | Paolo Longo Borghini | 101º           |

| Cofidis, Solutions Crédits COF | Cofidis, Solutions Crédits COF | Cofidis, Solutions Crédits COF |
| ------------------------------ | ------------------------------ | ------------------------------ |
| Dorsal                         | Ciclista                       | Posição                        |
| 71                             | Daniel Navarro                 | 10º                            |
| 72                             | Jérôme Coppel                  | 31º                            |
| 73                             | Romain Hardy                   | 64º                            |
| 74                             | Gert Jõeäär                    | 152º                           |
| 75                             | Christophe Le Mevel            | 22º                            |
| 76                             | Guillaume Levarlet             | 49º                            |
| 77                             | Luis Ángel Maté                | 19º                            |
| 78                             | Yoann Bagot                    | 119º                           |
| 79                             | Romain Zingle                  | 83º                            |

| Team Europcar EUC | Team Europcar EUC | Team Europcar EUC |
| ----------------- | ----------------- | ----------------- |
| Dorsal            | Ciclista          | Posição           |
| 81                | Romain Sicard     | 13º               |
| 82                | Natnael Berhane   | 148º              |
| 83                | Jérôme Cousin     | 78º               |
| 84                | Dan Craven        | 140º              |
| 85                | Jimmy Engoulvent  | 157º              |
| 86                | Vincent Jérôme    | 91º               |
| 87                | Yannick Martinez  | 81º               |
| 88                | Maxime Mederel    | 35º               |
| 89                | Bryan Nauleau     | AB-7              |

| Fdj.fr FDJ | Fdj.fr FDJ      | Fdj.fr FDJ |
| ---------- | --------------- | ---------- |
| Dorsal     | Ciclista        | Posição    |
| 91         | Nacer Bouhanni  | AB-14      |
| 92         | Kenny Elissonde | AB-13      |
| 93         | Murilo Fischer  | AB-13      |
| 94         | Johan Le Bon    | 79º        |
| 95         | Laurent Mangel  | 153º       |
| 96         | Cédric Pineau   | 77º        |
| 97         | Thibaut Pinot   | AB-11      |
| 98         | Anthony Roux    | AB-15      |
| 99         | Geoffrey Soupe  | 94º        |

| Garmin Sharp GRS | Garmin Sharp GRS  | Garmin Sharp GRS |
| ---------------- | ----------------- | ---------------- |
| Dorsal           | Ciclista          | Posição          |
| 101              | Ryder Hesjedal    | 24º              |
| 102              | Daniel Martin     | 7º               |
| 103              | Koldo Fernández   | 86º              |
| 104              | Nathan Haas       | 143º             |
| 105              | Nathan Brown      | 85º              |
| 106              | André Cardoso     | 25º              |
| 107              | David Millar      | 144º             |
| 108              | Andrew Talansky   | 51º              |
| 109              | Johan Vansummeren | 118º             |

| Giant-Shimano GIA | Giant-Shimano GIA   | Giant-Shimano GIA |
| ----------------- | ------------------- | ----------------- |
| Dorsal            | Ciclista            | Posição           |
| 111               | Warren Barguil      | 8º                |
| 112               | Nikias Arndt        | 102º              |
| 113               | Lawson Craddock     | AB-14             |
| 114               | Koen De Kort        | AB-18             |
| 115               | John Degenkolb      | 116º              |
| 116               | Johannes Fröhlinger | 97º               |
| 117               | Chad Haga           | 73º               |
| 118               | Tobias Ludvigsson   | 62º               |
| 119               | Ramon Sinkeldam     | 136º              |

| IAM    | IAM                 | IAM     |
| ------ | ------------------- | ------- |
| Dorsal | Ciclista            | Posição |
| 121    | Marcel Aregger      | 117º    |
| 122    | Jonathan Fumeaux    | 142º    |
| 123    | Sébastien Hinault   | 106º    |
| 124    | Dominik Klemme      | AB-14   |
| 125    | Pirmin Lang         | 146º    |
| 126    | Matteo Pelucchi     | AB-15   |
| 127    | Vicente Reynés      | 61º     |
| 128    | Aleksejs Saramotins | AB-7    |
| 129    | Johann Tschopp      | NP-14   |

| Team Katusha KAT | Team Katusha KAT  | Team Katusha KAT |
| ---------------- | ----------------- | ---------------- |
| Dorsal           | Ciclista          | Posição          |
| 131              | Joaquim Rodríguez | 4º               |
| 132              | Giampaolo Caruso  | 15º              |
| 133              | Sergei Chernetski | 113º             |
| 134              | Alexandr Kolobnev | 40º              |
| 135              | Dmitry Kozontchuk | 95º              |
| 136              | Alberto Losada    | 42º              |
| 137              | Daniel Moreno     | 11º              |
| 138              | Yury Trofimov     | 72º              |
| 139              | Eduard Vorganov   | 46º              |

| Lotto Belisol LTB | Lotto Belisol LTB     | Lotto Belisol LTB |
| ----------------- | --------------------- | ----------------- |
| Dorsal            | Ciclista              | Posição           |
| 141               | Jurgen Van Den Broeck | AB-13             |
| 142               | Sander Armée          | 103º              |
| 143               | Vegard Breen          | 129º              |
| 144               | Bart De Clercq        | 34º               |
| 145               | Jens Debusschere      | 107º              |
| 146               | Adam Hansen           | 53º               |
| 147               | Greg Henderson        | 133º              |
| 148               | Pim Ligthart          | 127º              |
| 149               | Maxime Monfort        | 16º               |

| Movistar Team MOV | Movistar Team MOV    | Movistar Team MOV |
| ----------------- | -------------------- | ----------------- |
| Dorsal            | Ciclista             | Posição           |
| 151               | Alejandro Valverde   | 3º                |
| 152               | Andrey Amador        | 30º               |
| 153               | Jonathan Castroviejo | 65º               |
| 154               | Imanol Erviti        | 63º               |
| 155               | José Herrada         | 32º               |
| 156               | Gorka Izagirre       | 37º               |
| 157               | Adriano Malori       | 114º              |
| 158               | Javier Moreno        | 90º               |
| 159               | Nairo Quintana       | AB-11             |

| MTN Qhubeka MTN | MTN Qhubeka MTN            | MTN Qhubeka MTN |
| --------------- | -------------------------- | --------------- |
| Dorsal          | Ciclista                   | Posição         |
| 161             | Sergio Pardilla            | 17º             |
| 162             | Gerald Ciolek              | 139º            |
| 163             | Merhawi Kudus              | 92º             |
| 164             | Louis Meintjes             | 55º             |
| 165             | Kristian Sbaragli          | 104º            |
| 166             | Daniel Teklehaimanot       | 47º             |
| 167             | Jay Robert Thomson         | 155º            |
| 168             | Jacques Janse van Rensburg | 59º             |
| 169             | Jacobus Venter             | 123º            |

| Omega Pharma-Quick Step OPQ | Omega Pharma-Quick Step OPQ | Omega Pharma-Quick Step OPQ |
| --------------------------- | --------------------------- | --------------------------- |
| Dorsal                      | Ciclista                    | Posição                     |
| 171                         | Tom Boonen                  | NP-18                       |
| 172                         | Gianluca Brambilla          | EX-16                       |
| 173                         | Nikolas Maes                | 111º                        |
| 174                         | Tony Martin                 | AB-15                       |
| 175                         | Wout Poels                  | 38º                         |
| 176                         | Pieter Serry                | NP-20                       |
| 177                         | Rigoberto Urán              | NP-17                       |
| 178                         | Martin Velits               | 130º                        |
| 179                         | Carlos Verona               | 66º                         |

| Orica GreenEDGE OGE | Orica GreenEDGE OGE | Orica GreenEDGE OGE |
| ------------------- | ------------------- | ------------------- |
| Dorsal              | Ciclista            | Posição             |
| 181                 | Sam Bewley          | 135º                |
| 182                 | Esteban Chaves      | 41º                 |
| 183                 | Simon Clarke        | 70º                 |
| 184                 | Mitchell Docker     | 147º                |
| 185                 | Brett Lancaster     | AB-13               |
| 186                 | Michael Matthews    | 75º                 |
| 187                 | Cameron Meyer       | NP-18               |
| 188                 | Ivan Santaromita    | AB-7                |
| 189                 | Adam Yates          | 82º                 |

| Team Sky SKY | Team Sky SKY        | Team Sky SKY |
| ------------ | ------------------- | ------------ |
| Dorsal       | Ciclista            | Posição      |
| 191          | Chris Froome        | 2º           |
| 192          | Dario Cataldo       | NP-20        |
| 193          | Philip Deignan      | 39º          |
| 194          | Peter Kennaugh      | 71º          |
| 195          | Vasil Kiryienka     | 110º         |
| 196          | Christian Knees     | NP-17        |
| 197          | Mikel Nieve         | 12º          |
| 198          | Luke Rowe           | 141º         |
| 199          | Kanstantsin Siutsou | 43º          |

| Tinkoff-Saxo TCS | Tinkoff-Saxo TCS     | Tinkoff-Saxo TCS |
| ---------------- | -------------------- | ---------------- |
| Dorsal           | Ciclista             | Posição          |
| 201              | Alberto Contador     | 1º               |
| 202              | Michael Valgren      | 128º             |
| 203              | Daniele Bennati      | 108º             |
| 204              | Jesús Hernández      | 21º              |
| 205              | Sergio Paulinho      | 57º              |
| 206              | Ivan Rovny           | EX-16            |
| 207              | Chris Anker Sorensen | 29º              |
| 208              | Matteo Tosatto       | 120º             |
| 209              | Oliver Zaugg         | 23º              |

| Trek Factory Racing TFR | Trek Factory Racing TFR | Trek Factory Racing TFR |
| ----------------------- | ----------------------- | ----------------------- |
| Dorsal                  | Ciclista                | Posição                 |
| 211                     | Fabian Cancellara       | NP-18                   |
| 212                     | Julián Arredondo        | AB-15                   |
| 213                     | Fabio Felline           | 105º                    |
| 214                     | Bob Jungels             | NP-19                   |
| 215                     | Yaroslav Popovych       | 115º                    |
| 216                     | Jesse Sergent           | 131º                    |
| 217                     | Jasper Stuyven          | 88º                     |
| 218                     | Kristof Vandewalle      | 87º                     |
| 219                     | Haimar Zubeldia         | NP-17                   |

## Legenda
| Legenda                   | Legenda | Legenda             | Legenda                                                                                           |
| ------------------------- | --- | ------------------- | ------------------------------------------------------------------------------------------------- |
| Maillot vermelho          | Indica o vencedor da classificação geral                                                                                       | Maillot da montanha | Indica o vencedor da classificação da montanha                                                    |
| Maillot verde             | Indica o ganhador da classificação por pontos                                                                                  | Maillot alvo        | Indica o ganhador da classificação da combinada                                                   |
| Classificação por equipas | Indica o ganhador da classificação por equipas                                                                                 | Combatividad        | Indica o ganhador da combatividad                                                                 |
| NP                        | Indica um ciclista que não tem tomado a saída numa etapa, seguido do número de etapa na que não tomou a saída                  | AB                  | Indica um ciclista que não tem finalizado uma etapa, seguido do número de etapa em que se retirou |
| HD                        | Indica um ciclista que tem finalizado uma etapa fora de controle, seguido do número de etapa na que ocorreu dita circunstância | EX                  | Corredor excluído por não respeitar o regulamento                                                 |